# 조류 (수생 생물)
조류(藻類, 단수: alga, 복수: algae) 또는 말무리는 주로 수중에서 생활하며 동화 색소를 가지고 독립 영양 생활을 하는 생물의 총칭이다.
일반적으로 조류는 해수나 담수에서 생육하는 것을 가리키나 기수·습지·빙설·온천 속 등에서 생육하는 것도 포함된다. 거의가 광합성 색소를 가지고 독립 영양 생활을 하여, 과거에는 식물로 분류되기도 하였다. 그러나 광합성 색소가 결여된 것일지라도 시스템이 유사하면 조류에 포함시키기도 한다.

## 분류
과거에는 식물로 분류되었고, 식물학적 관점에서 조류는 외형적·기능적으로 뿌리·줄기·잎 등이 구별되지 않으며(엽상식물), 포자에 의해 번식하고 꽃이나 열매를 맺지 않는(은화식물) 특성으로 정리된다.
조류는 광합성을 하는 등 식물과 많이 닮았지만, 다른 유배식물에서 볼 수 있는 기관이 없는 등 많은 점이 다르다.
생육 장소에 따라서 담수조류·해조류 등으로 나눈다.

## 조류 대번성
호수나 저수지에 조류가 많이 번성하면 녹조 현상이 일어난다. 녹조 현상의 응급처치는 CuSO4를 쓴다. 바다의 조류 대번성의 예로는 적조 현상이 있다. 수중에 인, 질소가 많아지면 일어난다.

## 같이 보기
- 조류학 (식물학)
- 한국유해조류연구회
- 원생생물

## 참고 자료
- 이 문서에는 다음커뮤니케이션(현 카카오)에서 GFDL 또는 CC-SA 라이선스로 배포한 글로벌 세계대백과사전의 내용을 기초로 작성된 글이 포함되어 있습니다.